# Airlines Tonga
Airlines Tonga — бывшая авиакомпания Тонга со штаб-квартирой в столице страны городе Нукуалофа. Компания работала на внутренних грузовых и пассажирских авиаперевозках в маршрутном расписании авиакомпании Air Fiji.

## История
Airlines Tonga была основана в декабре 2005 года в качестве совместного предприятия компании Air Fiji (49 % собственности) и туристического агентства Тонга «Teta Tours» (51 % собственности), став вторым по величине внутренним авиаперевозчиком Тонга после авиакомпании Peau Vavaʻu.
23 августа 2008 года Airlines Tonga прекратила операционную деятельность на неопределённый срок, указав в качестве главной причины резкое повышение цен на авиационное топливо.

## Маршрутная сеть
Авиакомпания Airlines Tonga выполняла регулярные пассажирские рейсы в следующие пункты назначения:
- острова Вавау
- острова Хаапай
- остров Эуа

## Флот

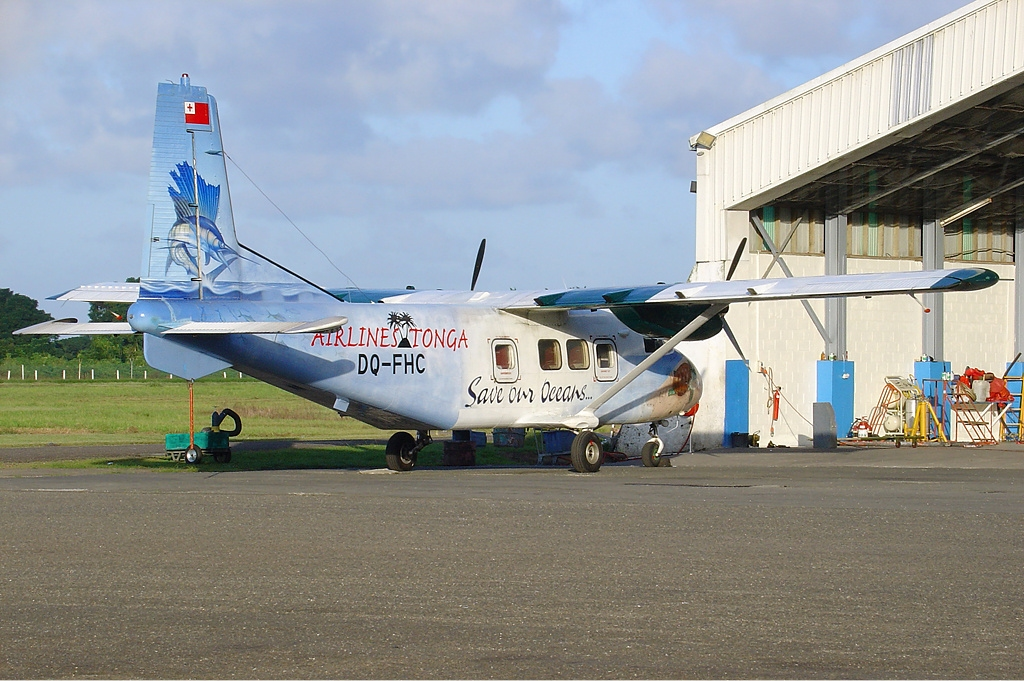
Harbin Y-12 авиакомпании Airlines Tonga

По состоянию на начало 2008 года воздушный флот авиакомпании Airlines Tonga составляли следующие самолёты:
- Harbin Y-12 — двухдвигательный турбовинтовой самолёт;
- Embraer EMB 110 Bandeirante — двухдвигательный турбовинтовой самолёт.